# Episodi di Nashville (seconda stagione)
La seconda stagione della serie televisiva Nashville è stata trasmessa sulla rete ABC dal 25 settembre 2013 al 14 maggio 2014.
In Italia, la stagione va in onda in prima visione satellitare su Fox Life, canale a pagamento della piattaforma Sky,  dal 24 settembre al 3 dicembre 2014, trasmessa tramite un doppio episodio settimanale.
| nº | Titolo originale                          | Titolo italiano          | Prima TV USA      | Prima TV Italia   |
| -- | ----------------------------------------- | ------------------------ | ----------------- | ----------------- |
| 1  | I Fall to Pieces                          | Tra la vita e la morte   | 25 settembre 2013 | 24 settembre 2014 |
| 2  | Never No More                             | Mai più                  | 2 ottobre 2013    | 24 settembre 2014 |
| 3  | I Don't Wanna Talk About It Now           | Cambiamenti              | 9 ottobre 2013    | 1º ottobre 2014   |
| 4  | You're No Angel Yourself                  | Le verità non dette      | 16 ottobre 2013   | 1º ottobre 2014   |
| 5  | Don't Open That Door                      | Non aprire quella porta  | 23 ottobre 2013   | 8 ottobre 2014    |
| 6  | It Must Be You                            | Devi essere tu           | 30 ottobre 2013   | 8 ottobre 2014    |
| 7  | She's Got You                             | Preso all'amo            | 13 novembre 2013  | 15 ottobre 2014   |
| 8  | Hanky Panky Woman                         | Non è mai troppo tardi   | 20 novembre 2013  | 15 ottobre 2014   |
| 9  | I'm Tired of Pretending                   | Sono stanco di fingere   | 4 dicembre 2013   | 22 ottobre 2014   |
| 10 | Tomorrow Never Comes                      | Il domani non arriva mai | 11 dicembre 2013  | 22 ottobre 2014   |
| 11 | I'll Keep Climbing                        | La scalata               | 15 gennaio 2014   | 29 ottobre 2014   |
| 12 | Just for What I Am                        | Quello che sono          | 22 gennaio 2014   | 29 ottobre 2014   |
| 13 | It's All Wrong, But It's All Right        | Ricominciare da zero     | 29 gennaio 2014   | 5 novembre 2014   |
| 14 | Too Far Gone                              | Un lontano passato       | 5 febbraio 2014   | 5 novembre 2014   |
| 15 | They Don't Make 'Em Like My Daddy Anymore | Un amore di padre        | 26 febbraio 2014  | 12 novembre 2014  |
| 16 | Guilty Street                             | Sensi di colpa           | 5 marzo 2014      | 12 novembre 2014  |
| 17 | We've Got Things to Do                    | Lui non cambierà         | 12 marzo 2014     | 19 novembre 2014  |
| 18 | Your Wild Life's Gonna Get You Down       | Andare a fondo           | 26 marzo 2014     | 19 novembre 2014  |
| 19 | Crazy                                     | Rose nere                | 2 aprile 2014     | 26 novembre 2014  |
| 20 | Your Good Girl's Gonna Go Bad             | Non voglio stare qui     | 30 aprile 2014    | 26 novembre 2014  |
| 21 | All or Nothing with Me                    | Tutto o niente           | 7 maggio 2014     | 3 dicembre 2014   |
| 22 | On The Other Hand                         | Come ti ho sempre voluto | 14 maggio 2014    | 3 dicembre 2014   |

## Devi essere tu
- Titolo originale: It must be you

### Trama
Juliette viene invitata a un torneo di polo dove incontra Charlie (che si scopre essere lui ad averla invitata). La sera vanno a letto insieme ma Olivia entra in camera e li vede fare sesso.
Anche Reyna è al torneo di polo in cerca di ricconi interessati a finanziare la sua etichetta.
Scarlett canta al Bluebird davanti a dei critici ottenendo apprezzamenti. Si riavvicina ad Avery e vanno a letto insieme.
Gunner e Zoey si mettono insieme

## Preso all'amo
- Titolo originale: She's got you

### Trama
Juliette è in tour a Houston e decide di non accettare più le avance di un DJ mente invece Leyla sì. Come risultato dopo l'esibizione di Leyla la stampa se ne va e Juliette canta senza che la stampa la ascolti e posso quindi scrivere articoli su di lei. Arrabbiata ne parla con Charlie che essendo il padrone delle radio locali licenzia il DJ. Juliette si arrabbia per questo e dice a Charlie di sapersela cavare da sola ma in realtà è contenta di ciò e fa riassumere il DJ. In seguito incontra il DJ e gli dice che se lei vuole può farlo licenziare definitivamente e ottiene quindi di avere più passaggi radiofonici.
Deacon vuole tornare a suonare ma non riesce a causa della mano. Chiede così a Avery di accompagnarlo con la chitarra in un locale dove si era esibito da giovane. Teddy e Peggy si sposano e Maddie e Daphne seppur controvoglia cantano al loro matrimonio. Maddie vuole conoscere meglio Deacon così Reyna la porta a sentire Deacon cantare con Avery e scoprono di avere molto in comune.
Reyna e Luke iniziano una relazione e vanno a letto insieme

## Non è mai troppo tardi
- Titolo originale: Hanky Panky Woman

### Trama
Scarlett apre per Luke ma si fa prendere dal panico essendo difettosi i suoi ear-monitor. Canta male e viene fischiata. L'intervento di Reyna tranquillizza i fan ma la serata è comunque rovinata. La sera dopo invece Scarlett affronta meglio la cosa e ottiene un successone.
Juliette riceve la visita di Olivia che le dice di sapere che va a letto con Charlie ma la invita a unirsi a loro per un rapporto a tre. Juliette la manda via e in seguito prende il jet e va dai due coniugi per rompere definitivamente i rapporti con loro.
Reyna riceve un'ingiunzione da parte di Jeff ed è costretta a consegnare i master del suo ultimo album alla Edgehill Records.
Gunner ottiene di affiancare Luke nella stesura di nuovi pezzi in accordo con Jeff in cambio di una possibilità per sfondare e cedendo a Wil i diritti sul suo pezzo. Insieme a Scarlett compone un pezzo da Hit che La sera stessa Luke canta insieme a Reyna al concerto ottenendo grandi consensi. Reyna propone a Jeff di pubblicare il singolo ma in cambio vuole indietro i master.
Teddy chiede a Peggy di andare insieme dal ginecologo ma avendogli nascosto l'aborto finge un'emorragia utilizzando sangue di maiale e evitando così la reazione di Teddy.